# Malcesine
Malcesine er en by og en kommune i provinsen Verona i den italienske region Veneto, beliggende cirka 120 km nordvest for Venedig og cirka 40 km nordøst for Verona. 
Malcesine ligger på bredden af Gardasøen, med omkring 3.603(2023) indbyggere.